# Valentin Zeileis
Valentin Zeileis (* 7. oktober 1873 v kraju Wachenroith pri Nürnbergu ; † 15. julij 1939 v Gallspachu) je bil pionir elektrofizikalne terapije. 

## Življenje
Zeileis je bil sin kovača in se je po vzoru očeta priučil obrti oblikovalca kovin.  Nekateri viri sicer navajajo, da je bil zgolj priučeni ključavničar.  V Nürnbergu je prišel v stik s podporniki teozofije, pa tudi z ljudmi iz znanstvenih krogov. Leta 1898 se je poročil s pianistko Helene Gundler.  Njun edini sin je bil rojen istega leta.  Po razvezi leta 1903 se je Zeileis preselil na Dunaj in se poročil s Friederike Mautner Markhof, hčerjo bogate industrijske družine. 
Od leta 1903 je Valentin Zeileis delal kot obrtnik v dunajski obrtniški združbi Wiener Werkstätte in med drugim udejanil dela umetnika Kolomana Moserja (poročen z (E)ditho Mautner Markhof). 
Mladi mož je delal tudi kot skrbnik živali, trener in "zdravilec", vse s pomočjo povezav z družinama Mautner-Markhof in Reininghaus. Zeileis se je ukvarjal predvsem s poskusi z uporabo električne energije v medicinske namene - z visokofrekvenčnimi izmeničnimi tokovi.  Potem, ko je kupil Vodni stolp v Gallspachu (1912), je Zeileis  v tem zgornjem avstrijskem mestu leta 1920 začel z delovanjem (ki so ga zdravniki, med njimi je bil tudi Julius Wagner-Jauregg, označevali kot šarlatanstvo). Leta 1929 je tam zgradil Inštitut Zeileis. 
Po vstopu sina Friedricha G. Zeileisa v zdravniško ekipo, v vlogi mlajšega  partnerja, je bilo treba delovanje postaviti v trdnejši pravni okvir. Zeileis mlajši je namreč doktoriral v Nemčiji, zato so imeli težave z nostrifikacijo.  Inštitut je prejel uradno potrditev šele junija leta 1950. 
Leta 1926 je Valentin Zeileis postal častni občan Gallspacha. 
Fritz Zeileis (1898-1978) je po smrti očeta nadaljeval delo. Dolgoletni direktor Inštituta Zeileis je prav tako postal častni občan Gallspacha in sicer leta 1937. Leta 1978 je prejel Veliko zlato medaljo Republike Avstrije za zasluge.